# The Purge: Election Year
The Purge: Election Year is een Amerikaanse horrorfilm uit 2016, geschreven en geregisseerd door James DeMonaco. Het is het vervolg op de films The Purge en The Purge: Anarchy.

## Verhaal
De film begint bij de Purge in 2022, waar een familie bloedend vastgebonden zit. De moordenaar geeft de moeder een keuze: ze mag iemand kiezen die het overleeft. Ze kiest voor Charlie Roan (Elizabeth Mitchell), haar dochter.
Achttien jaar later, twee dagen voor de Purge, zien we Charlie terug. Ze is een senator geworden en maakt kans om president te worden. Haar campagne draait vooral om het afschaffen van de Purge, het standpunt hiervoor is dat de armen, zwervers en andere lage klassen gevaar lopen bij de Purge en niet het geld hebben om zichzelf te beschermen, zoals haar familie. Charlies tegenstander is de NFFA (New Founding Fathers of America), geleid door Caleb Warrens.
De film volgt merendeels de winkeleigenaar Joe Dixon (Mykelti Williamson) met twee van zijn kennissen (Laney Rucker (Betty Gabriel) en Marcos (Joseph Julian Soria)), die tegen de NFFA zijn. Als er twee jonge vrouwen de winkel binnen komen, merkt Marcos op de videobeelden op dat ze proberen te stelen. Joe en Laney willen hier een stokje voor steken en de twee vrouwen verlaten de winkel.
Dan begint de Purge, een periode van 12 uur waarin alle soorten criminaliteit is toegestaan, ook moord. Joe blijft bij de winkel, tegen de wil van Laney en Marcos in, omdat hij niets anders heeft dan dat. Joe waakt op het dak over zijn winkel en al snel komt Marcos bij hem zitten, omdat hij niet wil dat Joe alleen de nacht door brengt.
Charlie zit tijdens de Purge thuis. Er zijn al snel bewakers die haar verraden, maar met hulp van Leo Barnes (Frank Grillo), een wel betrouwbare bewaker, kan ze ontsnappen uit haar huis. Ze belanden op straat en zoeken naar een plek om veilig de nacht door te brengen, terwijl de NFFA naar haar op jacht is.
Laney helpt tijdens de Purge mensen die gewond zijn geraakt, samen met Dawn (Liza Colon-Zayas). Ze rijden de stad door in hun ambulance en helpen mensen op straat.
Even later komen Charlie en Leo de winkel tegen van Joe, en gaan daar heen om te schuilen. Marcos blijkt Charlie al goed te kennen van de verkiezingen op tv en met zijn vieren worden ze bondgenoten. Dan horen ze buiten een grote groep gewapende mensen, het blijken de twee vrouwen (met hun bende) te zijn die de dag ervoor in de winkel iets probeerden te stelen. Ze willen wraak nemen door de winkeleigenaar te vermoorden en de winkel te plunderen. Joe belt Laney en vraagt om hulp. Laney rijdt even later dwars door de bende heen en doodt als ze uit is gestapt nog meer mensen. Voor Charlie en Leo komt het goed uit dat Laney een ambulance bezit, zodat ze dan niet meer hoeven te lopen. Met zijn zessen gaan ze verder in de ambulance en als snel worden ze bekogeld vanuit een helikopter (van de NFFA), de gewonde man in de ambulance overlijdt hierdoor. Ze vragen zich af hoe de NFFA kan weten waar ze zijn. Leo merkt op dat in zijn schouder een kogel, die als chip dient, is geschoten, waardoor de NFFA precies weet waar hij en Charlie zich bevinden. Leo haalt de kogel uit zijn schouder en de ambulance rijdt verder naar een afgelegen parkeerplaats, waar ook een andere grote bende zich bevindt. Deze probeert de ambulance te overvallen. Joe weet contact met de bende te maken en ze maken een deal, de bende verbergt de chip als zij de gewonde zoon van de bendeleider verzorgen.
Later komen ze aan bij een veilige plek waar zieke, arme en oude mensen schuilen voor de Purge. Dwayne Bishop (Edwin Hodge) is een van de oprichters van de stichting die tegen de NFFA is. Even later komen Leo en Charlie erachter dat de groep ook een tweede doel heeft, namelijk de presidentskandidaat van de NFFA (Edwidge Owens (Kyle Secor)) vermoorden. Charlie probeert Dwayne te overtuigen dit niet te doen, omdat ze de verkiezingen eerlijk wil winnen.
Niet veel later horen Charlie en Leo van Dawn dat de NFFA op weg is naar hun plek, waardoor ze snel moeten vluchten. Ze ontmoeten elkaar met zijn zessen weer in de ambulance, maar niet veel later botst een NFFA auto tegen hun aan waardoor de ambulance kantelt. Niemand raakt gewond, maar Charlie wordt ontvoerd en afgevoerd.
Charlie zit vastgebonden aan een stoel in een katholieke kerk, samen met een ander persoon die volgens de kerk moet worden vermoord. Ondertussen hebben de anderen Dwayne ontmoet en hij brengt ze naar een tunnel onder de kerk, waardoor ze zonder opgemerkt te worden de kerk kunnen betreden. Charlie's keel wordt bijna doorgesneden, maar net op tijd schiet Marcos de moordenaar neer. Iedereen uit de zaal probeert te vluchten en de groep schiet veel mensen neer.
Dwayne gaat Edwidge achterna om hem te vermoorden. Charlie probeert hem wederom tegen te houden en dit keer met succes, Dwayne spaart de verkiezingskandidaat op voorwaarde dat Charlie de verkiezingen wint.
Dan komt de groep in een ruimte met vastgeketende mensen, die als offer dienen voor de kerk. De groep bevrijdt ze en als een van hen weg wil rennen, wordt hij neergeschoten door James Harmon (Christopher James Baker), een vriend van Edwidge. Joe schiet terug en vermoordt James, maar Joe overlijdt even later aan zijn verwondingen.
Twee maanden na de Purge is de verkiezingsuitslag en wordt duidelijk dat Charlie de verkiezingen heeft gewonnen.

## Rolverdeling
| Acteur              | Personage              |
| ------------------- | ---------------------- |
| Frank Grillo        | Leo Barnes             |
| Elizabeth Mitchell  | Senator Charlie Roan   |
| Mykelti Williamson  | Joe Dickson            |
| Joseph Julian Soria | Marcos                 |
| Betty Gabriel       | Laney Rucker           |
| Terry Serpico       | Earl Danzinger         |
| Edwin Hodge         | Dante Bishop           |
| Kyle Secor          | Minister Edwidge Owens |